# Set (län)

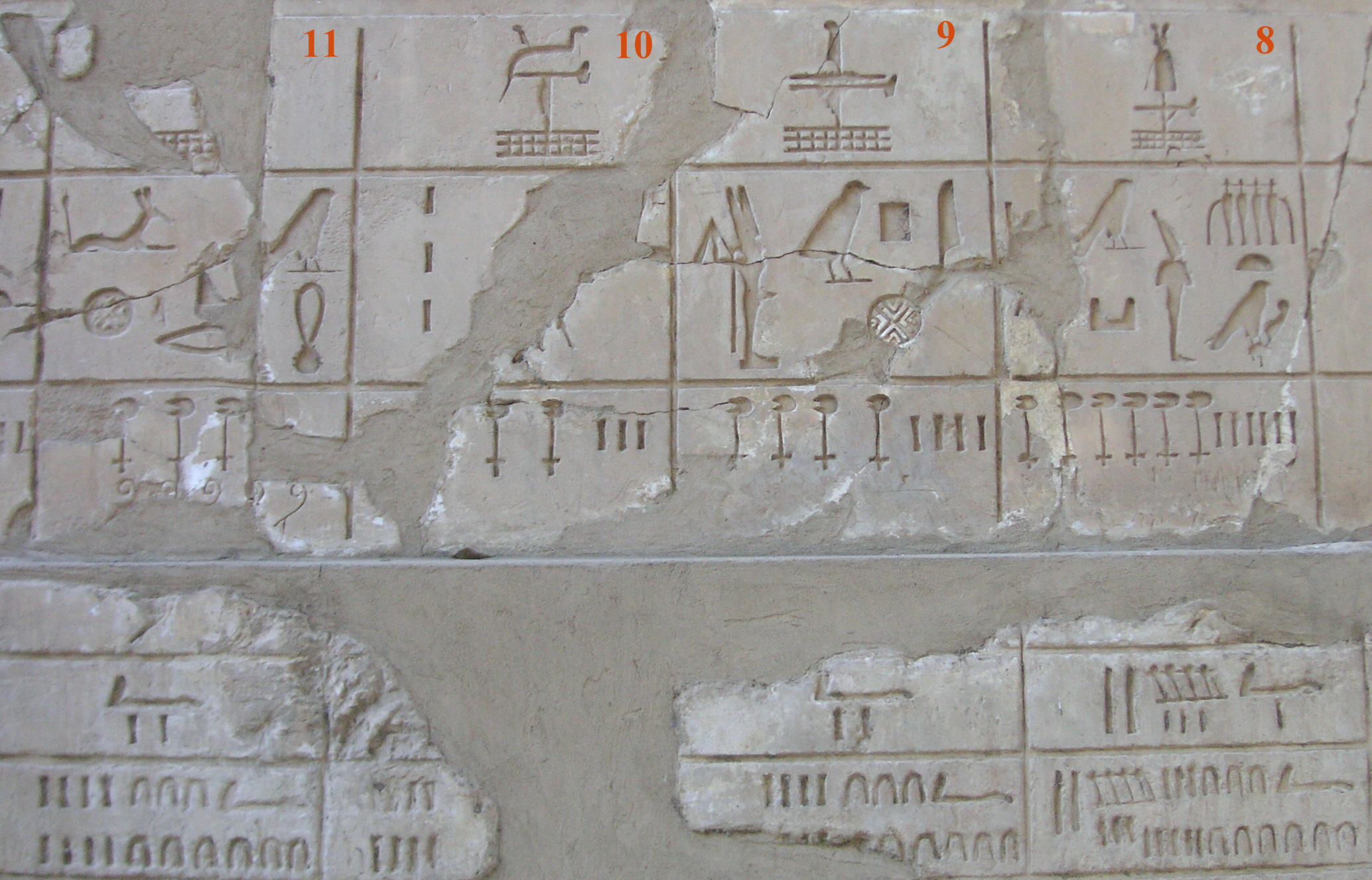
Set, län 11 på "Vita kapellets" vägg i Karnak.

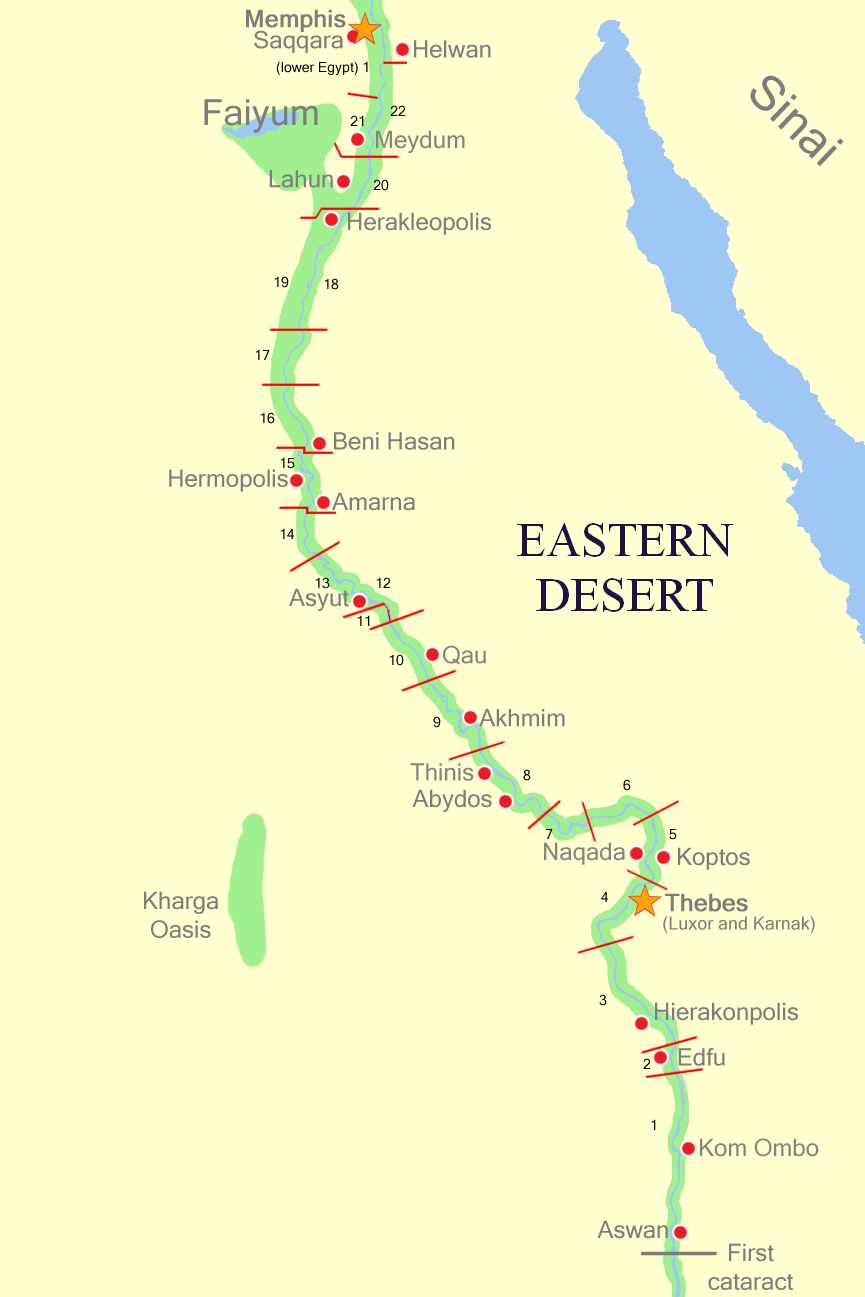
Lägeskarta över nomoi i Övre Egypten.

Set ("Seth", även Hypseliote) var ett av de 42 nomoi (länen) i Forntida Egypten.
| E21 · R12 · N24 |

Set med hieroglyfer.

## Geografi
Set var ett av de 22 nomoi i Övre Egypten och hade nummer 11.
Länets yta var cirka 3 cha-ta (cirka 8,0 hektar, 1 cha-ta motsvarar 2,75 ha) med en längd om cirka 2 iteru (cirka 21 km, 1 iteru motsvarar 10,5 km).
Niwt (huvudorten) var Shas-hotep/Hypselis eller Apotheke (dagens Shutb).

## Historia
Varje län styrdes av en nomark som officiellt lydde direkt under faraon.
Varje Niwt hade ett Het net (tempel) tillägnad områdets skyddsgud och ett Heqa het (nomarkens residens).
Länets skyddsgud var Seth och bland övriga gudar dyrkades Bau, Horus och Osiris.
Idag ingår området i guvernementet Qena.